# East Newnan
East Newnan és una concentració de població designada pel cens dels Estats Units a l'estat de Geòrgia. Segons el cens del 2000 tenia 1.305 habitants.

## Demografia
Segons el cens del 2000, East Newnan tenia 1.305 habitants, 477 habitatges, i 333 famílies. La densitat de població era de 174,3 habitants/km².
Dels 477 habitatges en un 29,4% hi vivien nens de menys de 18 anys, en un 46,3% hi vivien parelles casades, en un 17% dones solteres, i en un 30% no eren unitats familiars. En el 25,4% dels habitatges hi vivien persones soles el 10,3% de les quals corresponia a persones de 65 anys o més que vivien soles. El nombre mitjà de persones vivint en cada habitatge era de 2,74 i el nombre mitjà de persones que vivien en cada família era de 3,22.
Per edats la població es repartia de la següent manera: un 24,9% tenia menys de 18 anys, un 10,8% entre 18 i 24, un 27,9% entre 25 i 44, un 22,1% de 45 a 60 i un 14,3% 65 anys o més.
L'edat mediana era de 35 anys. Per cada 100 dones de 18 o més anys hi havia 105,5 homes.
La renda mediana per habitatge era de 40.208 $ i la renda mediana per família de 45.954 $. Els homes tenien una renda mediana de 26.420 $ mentre que les dones 20.982 $. La renda per capita de la població era de 12.464 $. Entorn del 9,4% de les famílies i el 13,2% de la població estaven per davall del llindar de pobresa.

## Poblacions més properes
El següent diagrama mostra les poblacions més properes.